# Gaußsche Gravitationskonstante
Die Gaußsche Gravitationskonstante k (nach Carl Friedrich Gauß, der sie einführte) ist die Wurzel der Gravitationskonstanten {\displaystyle G}:
{\displaystyle k={\sqrt {G}}}
ausgedrückt in Einheiten des Sonnensystems:
| Länge: | Astronomische Einheiten                        | AE                                    |
| Zeit:  | Sonnentage (mittlere Dauer einer Erdumdrehung) | d                                     |
| Masse: | Sonnenmassen                                   | {\displaystyle \mathrm {M_{\odot }} } |
Dies hat den Vorteil, die Bewegung der Planeten im Sonnensystem berechnen zu können, ohne den Wert der Astronomischen Einheit in Metern oder die Masse der Sonne und der Planeten in Kilogramm kennen zu müssen. So lautet das Gravitationsgesetz mit der Gaußschen Gravitationskonstanten:
{\displaystyle {\tilde {F}}=k^{2}{\frac {{\tilde {m}}{\tilde {M}}}{{\tilde {r}}^{2}}}}
wobei alle Größen mit einer Tilde in den oben aufgeführten Einheiten anzugeben sind.
Der Vorteil bestand darin, dass bis ins 20. Jahrhundert hinein k weit genauer bestimmt werden konnte als Massen und Entfernungen im Sonnensystem sowie die Newton’sche Gravitationskonstante. Bei Verwendung von k war es in vielen Rechnungen nicht erforderlich, letztgenannte separat zu kennen.

## Wert
Den Wert der (Gaußschen) Gravitationskonstanten errechnete Gauß aus dem 3. Keplerschen Gesetz, angewandt auf die Bewegung der Erde, zu:
{\displaystyle {\begin{alignedat}{2}k\,&={\frac {2\,\pi }{\text{Länge eines Jahres in Tagen}}}&&\mathrm {\cdot {\frac {1}{d}}\cdot {\sqrt {\frac {AE^{3}}{M_{\odot }}}}} \\&\approx {\frac {2\,\pi }{365{,}256}}&&\mathrm {\cdot {\frac {1}{d}}\cdot {\sqrt {\frac {AE^{3}}{M_{\odot }}}}} \end{alignedat}}}
Die Internationalen Astronomischen Union (IAU) legte 1939 folgenden Wert als definierende Konstante der Astronomie fest und leitete u. a. die Astronomische Einheit von ihr ab:
{\displaystyle k=\mathrm {0{,}01720209895\cdot {\frac {1}{d}}\cdot {\sqrt {\frac {AE^{3}}{M_{\odot }}}}} }
Nicht zuletzt wegen der gebrochenzahligen Dimension T−1·L3/2·M−1/2 beschloss die IAU 2012, die Gaußsche Gravitationskonstante wieder aus dem System der astronomischen Konstanten zu entfernen und die Astronomische Einheit neu zu definieren.